# 深圳地铁6号线
深圳地铁6号线，曾称光明线，是深圳地铁的一条通勤鐵路，由科學館站至松岗，全长49.4公里，设站27座，其中换乘站10座。6号线連接羅湖、龍華、石岩、光明、公明、松崗等片區，並通過深圳北站換乘深圳地鐵4號綫和或深圳地鐵5號線前往至福田中心區、前海自貿區或羅湖黃貝街道，為聯繫核心城區與中部綜合組團、西部高新組團的城市組團快線。是深圳地铁第二條最高速度達100km/h的線路。同時，6号线支线在光明站预留与东莞轨道交通1号线直通运营的条件。
6号线为深圳地铁三期工程线路，建设时间为2015-2019年。工程可行性研究报告已經完成，并获国家发改委批复。深圳市政府最初有意引入港铁公司兴建并营运该路线，但最后决定由深圳地铁集团运营。6号线于2020年8月18日11时18分与深圳地铁10号线同步通车。

## 沿革
6号线在深圳地铁最早的规划中即已出现。历经20余年的演变，逐渐形成今天的走向。
1994年的《深圳市城市客运网络总体规划》中，6号线由宝安国际机场至松岗，全场约15公里。其功能是连接宝安区未来的工业基地、机场和特区，延伸1号线在西部交通走廊上的覆盖范围，促进宝安区北部工业基地的开发。
2001年的《深圳市综合交通与轨道交通规划》中。6号线起始于宝安中心区，沿新城大道、松白路经西乡、深圳机场、福永、沙井、松岗至公明。全长37.5公里，设16座车站。而4号线设有两条支线，其中，4B支线由龙华拓展区至石岩。4号线的4B支线以及6号线的石岩至松岗段，构成今天的6号线的雏形。
2003年的《深圳城市轨道交通近中期发展综合规划》中，6号线由深圳机场至龙华。全场51.8公里，设15座车站，采用城市铁路制式。
2007年的《深圳市轨道交通规划》中，6号线由深圳北站至松岗。全长37.2公里，设19座车站。采用地铁制式。
2007年至2011年，在4號綫的建设中，深圳北站月台部分已经在4号线建设时同步建设。此外，上塘站预留了与6号线的同台换乘条件，待日后6号线建设时，4號綫的左线与6号线的右线进行换边。同时，龙华车辆段的顶部也预留了供6号线穿过的结构。
2011年，在光明中心站和光明北站之间增设荔林站（后为翠湖站，现名为光明站）。与东莞轨道交通1号线的衔接的站点也改在荔林。2012年，线路再次局部更改，由於上塘站改造工程难度太大，最终放弃上塘站预留的同台换乘，改為设上塘北站代替（现名为上芬站）。同时，根据珠三角交通基础设施一体化要求，为促进深莞惠三市经济圈深入融合发展，深圳及东莞将加快推进深圳11号线与东莞R3号线、深圳6号线与东莞R1号线的轨道交通衔接，三市相关部门将共同研究推进轨道交通规划衔接方案，切实做好三市轨道网络规划建设。
2013年4月，深圳市政府审定同意6号线招商方案，并授权市发改委牵头组织6号线特许经营项目招商、评审并推荐候选投资人。5月，市政府审定公开招商结果，同意港铁公司为6号线项目候选投资人，并授权市发改委代表市政府与市地铁集团、港铁公司，签署了《深圳市轨道交通6号线特许经营项目框架性协议》。随后，根据框架协议要求，市发展改革委、地铁集团、港铁公司三方按照招商文件规定，就6号线项目主要边界条件开展沟通谈判。

## 建设
6号线是深圳市政府确定的轨道交通融资改革试点线路。政府授权深圳市地铁三号线投资有限公司为项目发起人，通过一定的程序选择拥有丰富经验和雄厚实力的社会投资人，共同组建项目公司，负责6号线项目的建设、运营和相关资源的开发。2010年6月，三号线公司与港铁公司达成合作备忘录，就轨道交通6号线项目的推进正式展开深入合作。2011年4月，三号线公司被深圳市地铁集团有限公司兼并，相关事宜亦由深圳市地铁集团接手。招标公告已于2013年3月发布，预计总投资约168亿元。2014年，本線確定由深鐵與港鐵（深圳）合營公司，採用BOT模式營運30年。但後來因為談判破裂最終改為由深圳地鐵自行營運。
2015年8月25日，6號線正式動工，其中北段共分6101、6102及6103三个标段，6101标段从深圳北站至光明中心站（含），共10站9区间，全长23.4km，由中国铁建承建，並由深鐵監理，其中有羊台山隧道、大雁山隧道两个控制性工程。6102标段从光明中心站（不含）至松岗站，共10站10区间，全长14.2km，由中国中铁承建，计划于2020年5月28日建成通车。另外，6103標段為長圳車輛段地基及上蓋工程，由中國建築股份有限公司承建，將於2019年啟用。
2017年12月，供本線及東莞軌道交通1號線臨時共用的長圳車輛段封頂，並於2018年10月尾由車輛段開展第三軌安裝工程。
2018年3月內，羊台山隧道南行線鑽挖進度達到一半（由隧道入口至中部通風大樓貫通）。
2019年7月10日，深圳市规划和自然资源局发布通告，《<深圳市轨道三期及三期调整相关线路站名规划>6号线光明段部分站名规划修改方案》正式对外公示并征求意见，其中，翠湖站拟修改为科技馆站，光明新城站拟修改为科学公园站，南庄站拟修改为红花山站。
2019年7月24日，深圳地铁6号线高架桥架设完成，全线车站及主变电所主体结构已于先前全部完成。
2019年7月29日，地铁6号线二期工程通新岭站—科学馆站区间盾构顺利抵达科学馆站，通科区间右线顺利贯通，至此6号线二期（南延线）工程右线区间全线“洞通”。
2019年8月8日，深圳地铁6号线首列车以陸送方式顺利落轨长圳车辆段，作为建设历程中的重要节点，这标志着6号线将全面进入车辆调试、系统联调阶段。
2020年1月14日，深圳地铁6号线深圳北站到松岗站段接触轨一次性送电成功。
2020年1月17日上午，6号线深圳北站到松岗站段成功完成了热滑试验。
2020年3月31日上午9:58，6号线首车由体育中心站出发，开始空载试运行，将于2020年8月份通车运营。
2020年7月24日，深圳地铁6号线通过竣工验收，于8月18日11时18分开通。

## 特点

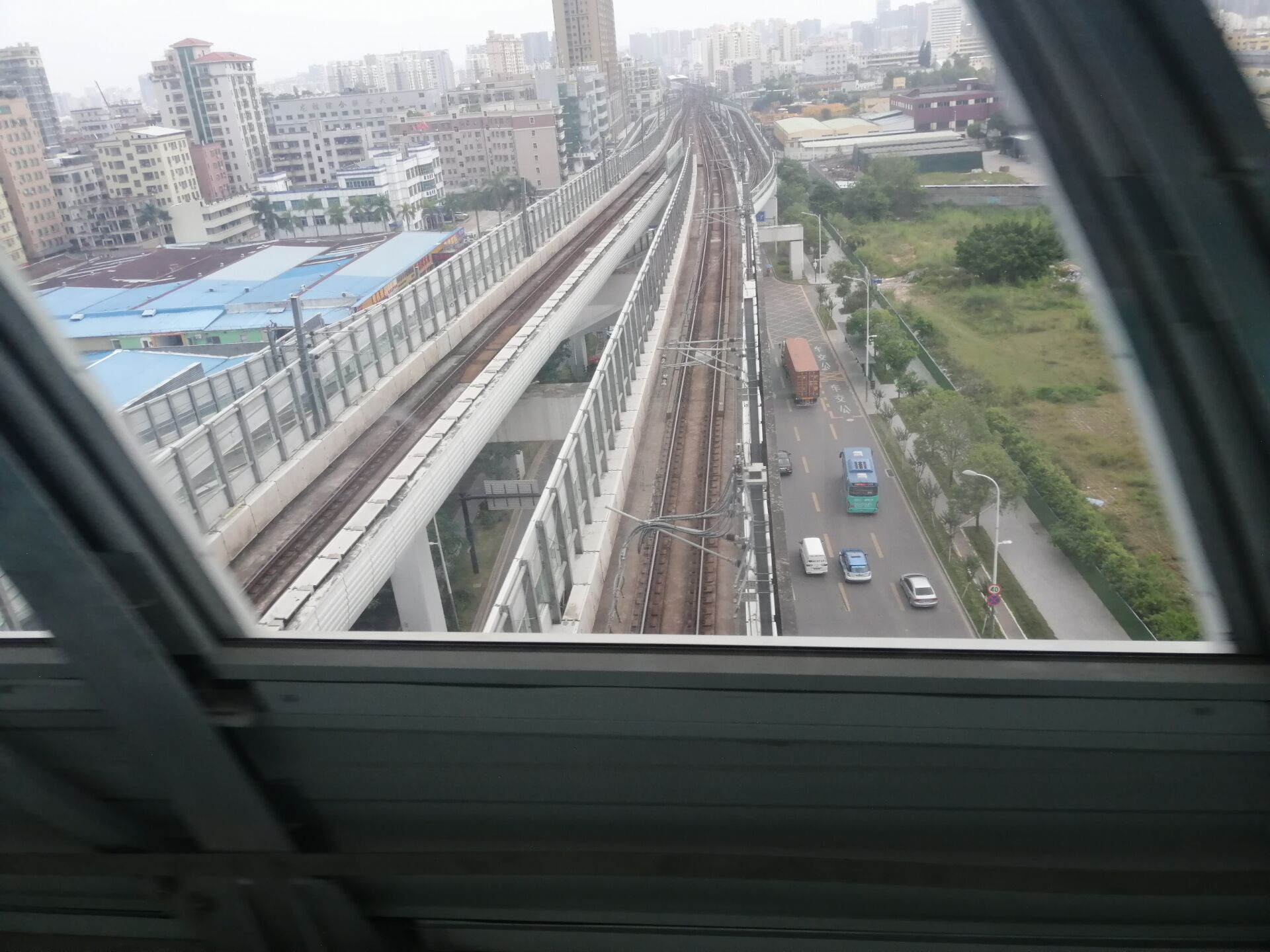
6号线高架上跨4号线龙胜站以东轨道

- 在6号线红山～上芬区间与4号线红山～上塘区间的上跨部份，交叉角度只有11.3°，投影长度达到100米。上跨部分原计划采用主墩高92米、桥身长度140米、2%倾角的斜拉桥[33]，但最后仍采用传统的高架桥设计进行上跨。
- 6號綫首次在架空車站引入光伏發電裝置，除深圳北站（因早在4號線二期時已經預先同步建造預留結構）、長圳站及凤凰城站（原名为观光路站）外，其餘12個架空車站都會在屋頂安裝單晶硅光伏發電板，預計可滿足車站約30%照明用電需求[34]。
- 6号线是深圳地铁列车中唯一一个既可以接触网供电，又可以第三轨供电的列车。6号线列车在车顶设有集电弓，在车底设第三轨接触设备。6号线主线为第三轨供电。但在凤凰城站～长圳车辆段区间段（即长圳车辆段回库线）为接触网供电[35]。同时，6号线分别在松岗站设联络线与深圳地铁11号线联络（未安装轨道联络），在光明站设联络线与深圳地铁6号线支线联络，亦与深圳地铁4号线在深圳北站设预留位供未來接駁联络线进行联络[註 1]。

## 使用車輛
深圳地铁採用51列中車浦鎮所制的地鐵車輛(編號為06A5106浦 601-651)。
- 06A5106浦型613车于高架段行走。
- 6号线列车在深圳北站进站
- 车厢内部

## 南延伸段
2012年4月10日下午，在龙华新区（現龙华区）召开的轨道交通建设座谈会上，深圳市规划和国土资源委员会发布的《深圳市轨道交通规划（修编）》显示，6号线将会南延至市中心区，共设民乐、银湖、八卦岭、体育馆、通新岭、科学馆6个站，全长12千米。
国家发改委批复的深圳地铁三期工程并不包含地铁6号线南延段。但为了增加南北方向轨道线路，缓解4號綫压力，深圳市已将6号线南延段拟纳入地铁三期工程，提前建设。6号线南延将加强光明次中心与中心城区的快速联系，分担深圳北站的客流压力，减少光明区市民前往市區需换乘多条线路或者多种交通方式的麻烦。
最新环评方案指出，6号线南延段將不在民乐站与4号线换乘，而是在梅林海关货场新增梅林关站，民乐站設有行人天橋接駁通道連接梅林关站，以實現換乘4号线；在银湖站与梅林关站之间新增翰嶺站。

## 6号线支线
6號線規劃在光明站（原稱為翠湖站）與東莞軌道交通1號線（深圳境內部份稱「6號線支線」）進行銜接，光明站將設置與東莞軌道交通1號線站廳換乘的設施，並設有通往東莞1號線的聯絡線連接第三軌供電-架空電纜中性區。透過東莞軌道交通1號線，乘客將可前往東莞市各地。該線原计划於2022及2024年分期通車。
地铁6号线支线起自6号线光明站，止于深莞边界，线路全长6.14公里，共设4站，分别为：科学城东站、中山大学站、新明医院站、光明站。在深圳市城市轨道交通第四期建设规划调整（2017-2022）中，6号线支线会继续南延，该南延段起于光明站南侧，向南沿光明大道高架敷设，然后转向东南方向跨越翠湖公园后转入地下进入光侨路向南敷设，在光侨路与光明大街路口设置光明小镇站，其后在华夏路与光侨路交叉口设置华夏路站，线路继续转向东南进入三十八号路，沿着三十八号路向南敷设，最终在广深港高铁光明城站的站前广场设置光明城站，并与深圳地铁13号线换乘。线路全长4.944公里，其中地上线0.359公里，地下线4.585公里。
此线虽然以“6号线支线”的名义存在，但本质为一条独立线路，其标识色、车型、列车编号均与6号线主线分开；且受制于光明站的配线，此线亦无法与6号线主线直通运营。
2020年1月，新明医院站（圳美站）、中大站已实现封顶。同年5月，隨著科學城東站平頂，深圳段所有車站均已完成土木工程。但由於规划审批调整以及征地問題，東莞段未能動工。

## 线路数据
- 线路等级：快线[37]。
- 全长：49.4公里（一期37.6公里，二期11.8公里）[1]。
- 车站：27座（高架站佔15個，地下站佔12個）[17]。
- 最大站间距：5,438公尺；最小站间距：997公尺[45]。
- 地下区间：薯田埔站西–松岗站；山岭隧道区间：阳台山东站北–官田站南、上屋站北–长圳站南、深圳北站以南全部車站；其余为高架区间[17]。
- 车辆：中车南京浦镇车辆6节A型车[17]。
- 供电：直流1500 V第三軌供電（但往長圳車輛段之間的部分鐵路為接触网供电）
- 最高速度：100 km/h[17]。

## 行车間隔
运营时间为每天的6时30分至23时。全程运行时间为70分钟。从松岗到科学馆全程单向票价为10元。
2023年11月20日起，深圳地铁六号线开行快速列车，溪头、薯田埔、科学公园、翰岭、体育中心共5个站不停站通过，相比普通列车节省约6分钟的时间。
行车间隔如下：
| 工作日                     | 周末及节假日      |
| 高峰期                     | 全日班次          |
| 3分55秒（科学馆↔陽台山东） | 5分12秒（全程车） |
| 7分50秒（全程车）          | 5分12秒（全程车） |
| 其它時段                   | 5分12秒（全程车） |
| 6分20秒（全程车）          | 5分12秒（全程车） |
| 60分（快速车）             | 60分（快速车）    |

## 车站及接驳路线
| 站名 | 英文名稱               | 里程（公里） | 里程（公里） | 快车  | 所在地 | 啟用時間      | 換乘路綫                            | 月台形式       |
| 站名 | 英文名稱               | 站间         | 累计         | 快车  | 所在地 | 啟用時間      | 換乘路綫                            | 月台形式       |
| 6號綫 | 6號綫                  | 6號綫        | 6號綫        | 6號綫 | 6號綫  | 6號綫         | 6號綫                               | 6號綫          |
| --- | ---------------------- | ------------ | ------------ | ----- | ------ | ------------- | ----------------------------------- | -------------- |
| 科学馆 | Science Museum         | 0            | 0            | ●     | 福田区 | 2020年8月18日 | █1号线                              | 地下岛式月台   |
| 通新岭 | Tongxinling            | 0.96         | 0.96         | ●     | 福田区 | 2020年8月18日 | █3号线                              | 地下岛式月台   |
| 体育中心 | Sports Center          | 0.72         | 1.68         | ｜    | 福田区 | 2020年8月18日 |                                     | 地下岛式月台   |
| 八卦岭 | Bagualing              | 0.76         | 2.44         | ●     | 福田区 | 2020年8月18日 | █7号线                              | 地下岛式月台   |
| 银湖 | Yinhu                  | 0.93         | 3.37         | ●     | 罗湖区 | 2020年8月18日 | █9号线                              | 地下岛式月台   |
| 翰岭 | Hanling                | 2.30         | 5.67         | ｜    | 福田区 | 2020年8月18日 |                                     | 地下岛式月台   |
| 梅林关 | Meilinguan             | 2.82         | 8.49         | ●     | 龙华区 | 2020年8月18日 | （經民樂站通道換乘█4号线，█22号线） | 地下岛式月台   |
| 深圳北站 | Shenzhen North Station | 3.24         | 11.73        | ●     | 龙华区 | 2020年8月18日 | █4号线 █5号线 深圳北站              | 高架岛式月台   |
| 红山 | Hongshan               | 1.47         | 13.20        | ●     | 龙华区 | 2020年8月18日 | █4号线                              | 高架岛式月台   |
| 上芬 | Shangfen               | 2.34         | 15.44        | ●     | 龙华区 | 2020年8月18日 |                                     | 高架岛式月台   |
| 元芬 | Yuanfen                | 2.12         | 17.56        | ●     | 龙华区 | 2020年8月18日 |                                     | 高架岛式月台   |
| 阳台山東 | Yangtai Mountain East  | 1.92         | 19.48        | ●     | 龙华区 | 2020年8月18日 |                                     | 高架岛式月台   |
| 官田 | Guantian               | 4.73         | 24.22        | ●     | 宝安区 | 2020年8月18日 |                                     | 高架岛式月台   |
| 上屋 | Shangwu                | 1.41         | 25.63        | ●     | 宝安区 | 2020年8月18日 | █13号线                             | 高架岛式月台   |
| 长圳 | Changzhen              | 4.43         | 30.06        | ●     | 光明区 | 2020年8月18日 | █18号线                             | 高架侧式月台   |
| 凤凰城 | Fenghuang Town         | 2.60         | 32.66        | ●     | 光明区 | 2020年8月18日 | █13号线                             | 高架岛式月台   |
| 光明大街 | Guangming Street       | 1.90         | 34.56        | ●     | 光明区 | 2020年8月18日 |                                     | 高架岛式月台   |
| 光明 | Guangming              | 1.16         | 35.72        | ●     | 光明区 | 2020年8月18日 | █6号线支线                          | 高架双岛式月台 |
| 科学公园 | Science Park           | 1.60         | 37.32        | ｜    | 光明区 | 2020年8月18日 |                                     | 高架岛式月台   |
| 楼村 | Loucun                 | 1.11         | 38.43        | ●     | 光明区 | 2020年8月18日 |                                     | 高架岛式月台   |
| 红花山 | Honghuashan            | 1.70         | 40.13        | ●     | 光明区 | 2020年8月18日 |                                     | 地下岛式月台   |
| 公明广场 | Gongming Square        | 1.72         | 41.85        | ●     | 光明区 | 2020年8月18日 | █13号线                             | 地下侧式月台   |
| 合水口 | Heshuikou              | 1.18         | 43.03        | ●     | 光明区 | 2020年8月18日 |                                     | 高架岛式月台   |
| 薯田埔 | Shutianpu              | 1.44         | 44.47        | ｜    | 光明区 | 2020年8月18日 |                                     | 高架岛式月台   |
| 松岗公园 | Songgang Park          | 2.07         | 46.54        | ●     | 宝安区 | 2020年8月18日 |                                     | 地下岛式月台   |
| 溪头 | Xitou                  | 1.16         | 47.70        | ｜    | 宝安区 | 2020年8月18日 |                                     | 地下岛式月台   |
| 松岗 | Songgang               | 0.86         | 48.56        | ●     | 宝安区 | 2020年8月18日 | █11号线 █12号线                     | 地下侧式月台   |
| 注释 |                        |              |              |       |        |               |                                     |                |
| 1↑ 斜体标示的车站为支线的近远期规划车站。全部车站的中英文名称除现有车站外，均为暂定名，有变动可能。 2↑ 斜体标示的换乘或转乘，尚未启用。 3↑ 6号线支线东莞段在东莞市内称为东莞轨道交通1号线三期。 |                        |              |              |       |        |               |                                     |                |
| 论 编 |                        |              |              |       |        |               |                                     |                |

### 線網轉乘站

#### 已投入使用
- 科学馆站：轉乘1号线。建設時未作出預留，為大廳通道轉乘。
- 通新岭站：轉乘3号线。建設時僅考慮大廳換乘的條件，為大廳轉乘。
- 八卦岭站：轉乘7号线。
- 银湖站：轉乘9号线。
- 深圳北站：轉乘4號線和5號線。4號線建設時已預留6號線的高架大廳和月台（現與4號線大廳共用）。4號線和5號線同步建造，經由直達扶梯接入（不需經過地面）兩線大廳，為大廳轉乘；同樣地，5號線轉乘6號線也需經由共用大廳轉乘。
- 红山站：轉乘4号线。建设时已同步改建4号线车站，使兩線站厅融為一體，换乘时需经站厅换乘。
- 光明站：主線與支線轉乘，為平行站廳轉乘，並設有主線與支線之間的聯絡線。
- 松岗站：轉乘11号线及12号线。11號線建設時已作出預留，為十字節點轉乘，而12號線則需經大堂短通道轉乘。此外，12号线站台建设时同步设置了往6号线站台的通道，现时仍在建设中。

#### 即將成為轉乘站的車站
- 官田站：轉乘25号线。25號線為遠期線路，未作預留。
- 上屋站：轉乘13号线。建造時建設時未作出預留，預計為天地通道轉乘。
- 长圳站：轉乘18号线。18號線為遠期線路，6號線建設時只预留换乘节点。
- 凤凰城站：轉乘13号线。建造時已预留换乘节点，為天地通道轉乘。
- 公明广场站：轉乘13号线。

## 相關事件

### 野蠻施工
2018年7月5日，6号线八卦岭站因为“野蛮施工”，导致附近的三条电缆被施工人员挖断，导致八卦岭平安大厦、盛世鹏程、城市主场、体育场充电站等5000户居民断电，深圳供电局官方微博更是发表微博予以谴责。7月8日凌晨，深圳地铁官方微博称将组织施工单位进行抢修修复，同时启用备用电源供电，预计7月13日完成修复。深圳地铁也同时就此事表示歉意。

### 噪音問題
部分居住在地鐵6號線高架區段沿線的居民指該線列車運作時的噪音巨大，甚至影響到日常生活。
2023年11月14日，有居民在人民網「領導留言板」發文稱，其是鳳凰城站旁一小區業主，而地鐵6號線從早5點運行到晚1點，噪音巨大，希望盡快加蓋隔音罩。2024年11月10日，亦有居住在相同小區的居民在相同平台發表類似訴求，指地鐵由於未加蓋致列車經過時噪音太大，甚至樓房門窗也震動，非常擾民。而地鐵方面表示相關設備設施狀態良好且「均處於正常水平」，且本工程的運行噪聲「滿足相應限值要求」。
6號線於2023年12月5日起，在每日22:00-次日6:30在長圳站至鳳凰城站區段組織列車限速60km/h運行，后限速更從60km/h調整至42km/h。

## 临时停运
受2019冠状病毒病中国大陆疫情影響，深圳於2022年3月14日封城7天，期間6號綫停駛3天。
2022年3月18日，長圳站至薯田埔站恢复有限度運營，運營時間為每日早上8時至晚上9時，班次為約每20分鐘一班，各站只開放2個出入口。